# 多田幸蔵
多田 幸蔵（ただ こうぞう、1916年2月4日 - 2010年2月25日）は、日本の英文学者。東京大学名誉教授。

## 略歴
愛媛県生まれ。福岡高等学校を経て、1940年（昭和15年）東京帝国大学英文科卒。群馬県立高崎中学校教諭、1943年応召、満州で軍務につく。1946年福岡高校講師、1947年教授、1949年九州大学助教授、1950年東京大学教養学部助教授を経て教授、1976年定年退官し名誉教授、のち専修大学教授（1986年まで）。1989年勲三等旭日中綬章受章。2010年2月25日没 享年94。
受験生向けの英語参考書を多く執筆し、翻訳書が多くある。

## 著書
- 英文研究法 洛陽社 1955年
- 英米現代文の新研究 洛陽社 1957年
- 英文解釈 演習編 富士書房 1962年(高校英語シリーズ)
- 英語書き換え問題の新研究 洛陽社 1966年4月
- 重要イディオムの整理と活用 旺文社 1968年
- イディオム 基本と応用 洛陽社 1972年4月
- 生きた現代英文による解釈・作文のための慣用句 吾妻書房 1973年1月
- 英語副詞句活用辞典 大修館書店 1977年5月
- 英文解釈の基礎 洛陽社 1980年8月
- 英語イディオム事典 身体句編 大修館書店 1981年5月
- 英語動詞句活用辞典 大修館書店 1982年7月
- イディオムどう覚える 洛陽社 1983年10月
- 英語イディオム事典 日常句・生きもの句編 大修館書店 1984年10月
- 重要動詞句・イディオム 洛陽社 1992年10月
- 英語正誤問題の新研究 改訂版 洛陽社 1998年3月
- 英語イディオム事典 ラブロマンス編 大修館書店 1998年12月

### 共著
- イギリス文学史大系 第1 16世紀 土方辰三、北川悌二共著 東京大学出版会 1960年
- 講座英米文学史8 小説Ⅰ桜庭信之　榎本太共著 大修館書店 1971年1月
- 英米要句集 児童ものから推理ものまで 島秀夫共著 洛陽社 1978年7月
- 英文解釈どう仕上げる 島秀夫共著 洛陽社 1986年9月

### 監修
- 児童文学とその英語 谷本誠剛編集 大修館書店 1988年3月
- 英文法 ポイントはここだ 佐藤久美子著 洛陽社 1995年1月

## 翻訳
- E・M・フォースター レックス・ウォーナー 研究社 1956年3月 (英文学ハンドブックNo.5)
- 対訳ラッセル1 バートランド・ラッセル 南雲堂 1958年5月 (現代作家シリーズ）
- 権威と個人 バートランド・ラッセル 南雲堂 1959年 (南雲堂不死鳥選書)
- 科学と社会 バートランド・ラッセル 南雲堂 1959年3月 (南雲堂学生文庫)
- 西欧の知恵(1) バートランド・ラッセル 学生社 1962年1月 (アトム現代英文双書)
- 対訳A.&J.ハックスリィ オルダス・ハクスリー/ジュリアン・ハクスリー 小泉一郎共訳 南雲堂 1962年1月 (現代作家シリーズ)
- 科学の常識 ヤコブ・ボロノウスキ 北星堂書店 1964年3月
- 対訳スノー チャールズ・パーシー・スノー 南雲堂 1967年5月 (現代作家シリーズ)
- 悲運の旅人 トマス・ナッシュ 北川悌二共訳 北星堂書店 1969年
- 文なしピアスが悪魔への嘆願 ナッシュ 北川悌二共訳 北星堂書店 1970年
- 事実と虚構 バートランド・ラッセル 音羽書房鶴見書店 1970年12月
- パンドスト王・いかさま案内 ロバート・グリーン 北星堂書店 1972年 (イギリス古典選書)
- O・ヘンリー名作集 講談社文庫 1973年
- 対訳ラッセル4 バートランド・ラッセル 南雲堂 1974年11月 (現代作家シリーズ)
- 鏡の国のアリス ルイス・キャロル 旺文社文庫 1975年1月
- 不思議の国のアリス ルイス・キャロル 旺文社文庫 1975年1月
- イギリス人と日本人 ピーター・ミルワード 吾妻書房 1981年4月
- 進歩の観念 科学と文学 ジョウゼフ・A・マヅィオ 研究社 1988年9月 (現代英文テキスト)
- イソップ物語 富士書房 1990年10月 (富士英文ユーモア・シリーズ)
- 笑話百選 富士書房 1990年10月 (富士英文ユーモア・シリーズ)
- イギリス人 アーサー・ブライアント 研究社 2000年11月（小英文叢書)

## Web上の関連情報
- バートランド・ラッセル(著),多田幸蔵(訳)『権威と個人』への 訳者あとがき